# Серая слизь
Се́рая слизь (англ. grey goo) — гипотетический сценарий конца света, связанный с успехами молекулярных нанотехнологий и предсказывающий, что неуправляемые самореплицирующиеся нанороботы поглотят всё доступное им вещество Земли, выполняя свою программу саморазмножения; или вещество биосферы — биомассу: данный сценарий известен под названием «экофагия».
Впервые самореплицирующиеся машины были описаны математиком Джоном фон Нейманом и поэтому иногда называются машинами фон Неймана. Впервые термин «серая слизь» был применён в 1986 году пионером нанотехнологий Эриком Дрекслером в книге «Машины создания», где при описании подобного сценария Дрекслер предостерёг: «Мы не можем позволить себе определённого рода аварии с реплицирующимися сборщиками». В 2004 году Дрекслер сказал, что из-за разразившейся шумихи жалеет о том, что придумал этот термин.
Как правило, термин используется в популярной прессе или научной фантастике. В самых мрачных постулируемых сценариях, требующих больши́х, способных к космическим полётам машин, материя вне Земли также обращается в серую слизь. Под этим термином понимается большая масса самовоспроизводящихся наномашин, которые не обладают структурой в большом масштабе, которая может оказаться, а может и не оказаться подобной слизью. Бедствие случается по причине преднамеренного включения машины судного дня или от случайной мутации в самореплицирующихся наномашинах, используемых в других целях, но созданных для работы в естественной среде.

## Определение серой слизи
Термин впервые был использован пионером молекулярной нанотехнологии Эриком Дрекслером в его книге «Машины созидания» (1986). В главе 4 («Машины изобилия») Дрекслер иллюстрирует и экспоненциальный рост, и врождённые ограничения, описывая наномашины, которые могут работать только при наличии специального сырья:

Представьте, что подобный репликатор, плавающий в бутылке с химикатами, делает свои копии… Первый репликатор собирает свою копию за одну тысячу секунд, затем уже два репликатора собирают ещё два за следующую тысячу секунд, теперь уже четыре собирают ещё четыре, а восемь собирают ещё восемь. Через десять часов их уже не тридцать шесть, а свыше 68 миллиардов. Менее чем за день они наберут вес в тонну, менее чем за два дня они будут весить больше, чем Земля, ещё за четыре часа их вес превысит массу Солнца и всех планет вместе взятых — если только бутылка с химикатами не опустеет задолго до того времени.

Дрекслер описывает серую слизь в главе 11 («Машины разрушения»):

…ранние ассемблерные репликаторы могут превзойти самые совершенные современные организмы. «Растения» с «листьями» не более эффективными, чем сегодняшние солнечные батареи, могли бы выиграть конкуренцию у настоящих растений, заполняя биосферу несъедобной листвой. Прочные, всеядные «бактерии» могли бы выиграть конкуренцию у настоящих бактерий: они бы могли распространяться ветром как пыльца, стремительно размножаясь и превратив биосферу в пыль за считанные дни. Опасные репликаторы легко могли бы быть слишком прочными, маленькими и быстро распространяющимися, чтобы мы могли остановить их — по крайней мере, без предварительной подготовки. У нас и без того хватает проблем с вирусами и фруктовыми мушками.

Дрекслер отмечает, что геометрический рост, который делает возможным самовоспроизводство, по своей природе ограничен доступностью подходящего сырья.
Дрекслер использовал термин «серая слизь» не для того, чтобы указать на цвет или структуру, а чтобы подчеркнуть разницу между «превосходством» в терминах человеческих ценностей и «превосходством» в терминах конкурентного успеха:

Несмотря на то, что массы неконтролируемых репликаторов не обязаны быть ни серыми, ни слизеобразными, термин «серая слизь» подчёркивает, что репликаторы, способные уничтожить жизнь, могут быть не такими вдохновляющими, как единственный вид лопуха. Они могут оказаться «превосходящими» в эволюционном смысле, но это не обязательно делает их ценными.

Билл Джой, один из основателей Sun Microsystems, рассматривал эту проблему в ставшей известной статье 2000 года «Почему мы не нужны будущему» в журнале Wired. Прямым ответом на эту работу стала статья Роберта Фрейтаса, в которой впервые был употреблён термин «экофагия», опубликованная в апреле 2000 года под названием «Некоторые пределы на глобальную экофагию биоподобными нанорепликаторами, с советами политикам» (англ. «Some Limits to Global Ecophagy by Biovorous Nanoreplicators, with Public Policy Recommendations»).
Он предложил термин «экофагия» для описания возможного сценария, который предполагает, что никем не контролируемые самовоспроизводящиеся нанороботы буквально «съедят» всё живое вещество на планете. Этот термин может применяться по отношению к любому явлению или процессу, способному коренным образом изменить биосферу — ядерной войне, резкому сокращению биоразнообразия, чрезмерному размножению одного вида. Такие события, как считают учёные, могут привести к экоциду — то есть нарушить способность биосферы к самовосстановлению. Другие же считают, что самые вероятные причины гибели биосферы куда более банальны. Они указывают, что путь развития, на котором человечество в настоящее время находится (неуклонный рост человеческой популяции и постепенное увеличение площади антропогенно изменённых территорий), неизбежно ведёт к экоциду.
В 2004 году Дрекслер, автор термина «серая слизь», заявил, что такой сценарий маловероятен. Сегодня он считает, что наномашины, обладающие способностью к саморепликации, вряд ли когда-нибудь получат широкое распространение.

## Оценки рисков
Позднее Дрекслер пересмотрел свою точку зрения на необходимость самореплицирующихся агрегатов для развития нанотехнологий, что исключает проблему подобного случайного сценария. В статье в журнале Nanotechnology он утверждает, что самореплицирующиеся машины неоправданно сложны и неэффективны для промышленного производства. В его книге 1992 года «Nanosystems: Molecular Machinery, Manufacturing, and Computation» описываются уже только производственные системы макроскопических размеров с фиксированными специализированными автоматами, доставка компонентов между которыми осуществляется конвейерами. Тем не менее эти соображения не могут предотвратить создания подобных саморепликаторов третьими сторонами, например для использования их в качестве оружия.
Принц Чарльз затребовал от Лондонского королевского общества отчёта о создаваемых нанотехнологиями «гигантских рисках для окружающей среды и социума» (англ. «enormous environmental and social risks»), что привело к всплеску интереса к проблеме серой слизи со стороны СМИ. Отчёт Общества, опубликованный 29 июля 2004 года, утверждает, что возможность создания самореплицирующихся машин пока лежит настолько далеко в будущем, что не должна привлекать внимания органов, регулирующих развитие науки и технологии.
Современные исследователи сходятся во мнении, что опасности серой слизи в исходных её трактовках преувеличены и много меньше других опасностей, связанных с нанотехнологиями. Дрекслер приложил много усилий, чтобы обратить общественное внимание с этой неудачной гипотетической возможности на более реалистичные угрозы нанотерроризма и другие проблемы нанотехнологий.

## Технические проблемы на пути создания серой слизи
В разделе рассматривается частный случай серой слизи, когда все самовоспроизведённые достроенные единицы организма практически тождественны друг другу, существуют материально из химического вещества и независимы от симбиотических отношений с другими организмами, а сами неделимы на более простые организмы.
| Название проблемы | Суть проблемы | Налагаемые проблемой ограничения |
| ----------------- | --- | --- |
| Энергетическая    | Создание новых химических соединений требует энергетических затрат, эта энергия должна быть запасена заранее в строительном веществе либо по ходу строительства должна получаться родительским организмом откуда-то извне. | Нельзя заселить астероиды, вещество которых не обладает запасённой химической энергией, на далёких от солнца орбитах либо в межзвёздном пространстве. |
| Сырьевая          | Для построения вещественного тела данной культуры серой слизи требуется подходящее сырьё — особые химические вещества, в том числе некоторые ферменты для протекания нужных химических реакций. Эти ферменты первоначально должны расходоваться из родительского организма, а потом генерироваться снова или возобновляться извне.                                                                                           | Организмы серой слизи должны требовать как можно меньше видов сырья, что снижает возможность замены одного вида сырья другим, по причине необходимости иметь на родительском организме нужные запасы ферментов для любого сырья. |
| Факторная         | Помимо ферментов или вместо них организм должен будет использовать и другие физические факторы, приводящие к образованию необходимых ему химических соединений, то есть серая слизь оказывается способной к размножению только в месте, имеющем этот фактор. Таким фактором может быть узкий диапазон температур или плотность энергии ультрафиолетового солнечного излучения или наличие особой атмосферы и давления в ней. | Невозможность простых организмов серой слизи, универсальных для всей Вселенной. |
| Мутационная       | Простые организмы, в отличие от сложных, имеют меньшую оценку количества возможных видов мутаций, а значит и меньшее количество потенциально благоприятных мутаций. Закрепиться могут только адаптивные в данной среде мутации, приводящие к большей приспособляемости серой слизи к той среде, в которой она в данный момент размножается, но при этом могут утрачиваться способности к размножению в других средах.        | Могут закрепляться только мутации для большей приспособляемости к той среде, в которой серая слизь и так уже способна размножаться, но возможность мутаций может привести к утрате адаптации к другим условиям. |
| Эволюционная      | Поскольку всякий способный размножаться организм должен содержать запас «полуфабрикатов» для производства себе подобных — он сам представляет собой наиболее ценную форму ресурсов для его же сородичей. | Оперативное появление (мутагенное либо искусственное) «хищных» форм серой слизи радикально снизит темпы роста, и вместо экспансивного развития преимущество получит развитие эволюционное, по принципу «гонки вооружений». Кроме этого, многие биологические виды (преимущественно из царства грибов) способны ради мизерного количества ценных для них веществ разрушить даже, казалось бы, чисто электромеханические устройства; что-то в организмах слизи наверняка заинтересует кого-то из существующей биосферы, разнообразие трофических «интересов» которой может быть недооценено. |

### Научно-популярные книги
- Э. Дрекслер. Машины созидания (1986).
- Lynn Margulis and Dorion Sagan—What Is Life? (1995). Simon & Schuster. ISBN 0-684-81087-5
- Bill Bryson A Short History of Nearly Everything (2003)
- Green Goo—Life in the Era of Humane Genocide by Nick Szabo
- Green Goo: Nanotechnology Comes Alive!  (недоступная ссылка с 13-05-2013 [4447 дней] — история)
- Green Goo: The New Nanothreat from Wired

### Художественные произведения
- Майкл Крайтон. «Рой»
- Станислав Лем. «Осмотр на месте»
- Станислав Лем. «Непобедимый»
- Станислав Лем. Рассказ «Темнота и плесень»
- Станислав Лем. «Мир на Земле»
- Сергей Лукьяненко. Рассказ «Нечего делить»
- «Лексс» (второй сезон, «Руки Мантрида»)
- Аластер Рейнольдс. «Century Rain», 2004
- Александр Беляев. «Вечный хлеб», 1928
- Гаррос-Евдокимов. «Серая слизь», 2004
- Нил Стивенсон. «Алмазный век, или Букварь для благородных девиц», 1995
- Грег Бир. «Музыка, звучащая в крови»
- Олег Дивов. «Симбионты», 2010
- Стивен Кинг. «Серая дрянь» (в сборнике «Ночная смена»)